# Grupo do boro
O grupo 13 (3A), é o grupo conhecido como grupo do boro. É constituído dos seguintes elementos:
- Boro (B)
- Alumínio (Al)
- Gálio (Ga)
- Índio (In)
- Tálio (Tl)
- Nihonium (Nh)

O boro, dentre os outros elementos deste grupo difere significativamente, principalmente pelo tamanho dos seus átomos, e também por ser um não metal. 
Os elementos deste grupo apresentam número de oxidação +3, e, analogamente possuem três elétrons na camada de valência.
Os pontos de fusão dos elementos deste grupo não variam de maneira regular, portanto estes valores não devem ser comparados entre os elementos deste grupo, uma vez que o boro (2180 °C) e o gálio (30 °C) apresentam estruturas cristalinas peculiares, influenciando diretamente na temperatura.
Os valores de raio atômico também não são regulares entre estes elementos, uma vez que o boro não é classificado como metal. Este fato também implica algumas diferenças entre suas propriedades, por exemplo, o boro (não metal) é capaz de formar óxidos ácidos, enquanto o alumínio (metal) forma óxidos anfóteros.
O caráter metálico dentro deste grupo cresce a partir do Boro para o Alumínio e decresce a partir do Alumínio para o Tálio, devido ao aumento do tamanho desses átomos.
Suas energias de ionização não decrescem regularmente a partir do Alumínio, devido a blindagem não eficiente dos elétrons do subnível d, bem como a contração d.
Em relação a formação de complexos, os elementos deste grupo os formam com facilidade em comparação com os elementos dos Grupos 1 e 2. devido ao seu menor tamanho. Resultando em complexos tetraédricos com hidretos e haletos, além de complexos octaédricos.